# 奧德季赫涅
49°3′35″N 36°18′56″E / 49.05972°N 36.31556°E
奧德迪赫內（烏克蘭語：Оддихне）是位於烏克蘭東部的村莊，由哈爾科夫州洛佐瓦區的洛佐瓦市鎮負責管轄。該村始建於1891年，面積0.68平方公里，海拔高度158米，2001年人口300。